# تيتسويا تاني
تيتسويا تاني (باليابانية: 谷哲也؛ بالكانا: たに てつや) هو لاعب كرة قاعدة ياباني، ولد في 9 يوليو 1985.

## وصلات خارجية
- تيتسويا تاني على موقع الدوري الياباني لكرة القاعدة (الإنجليزية)
- تيتسويا تاني على موقعبيزبول رفرنس.كوم (الدوري الثانوي) (الإنجليزية)